# آغا أفندي
آغا أفندي (بالتركية: Çapanoğlu Agah Efendi)‏ ‏ (1832–1885) هوَ كاتب وَمُحرر صحفي عُثماني، وُلد في عام 1832 في مدينة يوزغات التركية، ووالدهُ هوَ عمر خلوصي أفندي (بالتركية: Çapanzade Ömer Hulûsi Efendi)‏، تَعلم في مدرسة طبي شهاني (Mekteb-i Tıbbiye-i Şahane) في العاصمة العثمانية إسطنبول.
أَصدر مع زَميله إبراهيم شناسي جَريدة ترجمان احوال (Tercüman-ı Ahvâl)، والتي تُعتبر أول صحيفة خاصة تَصدر من قبل الصَحفيين الأتراك، وأدخلَ الطوابع البريدية إلى الإمبراطورية العثمانية.
كانَ آغا أغندي وَزميله إبراهيم شناسي من أعضاء مجموعة العثمانيين الشباب (Yeni Osmanlılar)، وهيَ جَمعية إصلاحية سرية تَمكنت لأول مرة من تطبيق الملكية الدستورية في الإمبراطورية العثمانية، مما أدى إلى المشروطية الأولى التي لم تدم طويلاً.
توفيَ في عام 1885 في مدينة أثينا اليونانية.